# アレクサンダー・ホーキンス
アレクサンダー・ホーキンス（英語: Alexander Hawkins、1981年5月3日 - ）は、イギリスのピアニスト、作曲家。

## 生い立ち
1981年5月3日、イギリスのオックスフォードシャー・オックスフォードに生まれる。

## ディスコグラフィー

### アルバム
- 『Live in Oxford』（2006年）
- 『Barkingside』（2008年）
- 『No Now I So』（2008年）
- 『Oto』（2009年）
- 『Decoy – Vol. 1: Spirit』（2009年）
- 『Decoy – Vol. 2: The Deep』（2009年）
- 『Song/Dance』（2010年）
- 『All There, Ever Out』（2010年）
- 『Spontaneous Combustion』（2011年）
- 『Slow and Steady』（2011年）
- 『Keep Your Heart Straight』（2011年）
- 『Song Singular』（2012年）
- 『Step Wide, Step Deep』（2014年）
- 『Alexander Hawkins Trio』（2015年）
- 『Owl Jacket』（2015年）
- 『Leaps in Leicester』（2016年）
- 『Unit[e]』（2017年）
- 『UpRoot』（2017年）
- 『You Have Options』（2018年）
- 『Iron Into Wind』（2018年）
- 『Shards and Constellations』（2019年）
- 『AC/DC』（2020年）
- 『Togetherness Music』（2021年）
- 『Break a Vase』（2022年）
- 『Carnival Celestial』（2022年）
- 『Musho』（2023年）